# Premio Kossuth
El Premio Kossuth es el premio estatal más importante de Hungría llamado así por el político y revolucionario Lajos Kossuth. El premio se inauguró en 1948 para conmemorar la Revolución húngara de 1848.

## Galardonados[1]
| - István Csók (1948, 1952) - Ferenc Erdei (1948, 1962) - Milán Füst (1948) - Gizi Bajor (1948) - Pál Turán (1948, 1952) - Géza Zemplén (1948) - Béla Balázs (1949) - Jenő Egerváry (1949) - Annie Fischer (1949, 1955, 1965) - Ferenc Mérei (1949) - Ági Mészáros (1949, 1954) - Hédi Temessy (1949) - Sándor Veress (1949) - Fódor Gábor Bela (1950) - László Kalmár (1950) - Kálmán Latabár (1950) - Péter Veres (1950, 1952) - Leó Weiner (1950, 1960) - János Görbe (1951) - László Heller (1951) - László Lajtha (1951) - Rózsa Péter (1951) - Klári Tolnay (1951, 1952) - Zoltán Földi (1952) - Margit Dajka (1952) - Sándor Jávorka (1952) - Tibor Szele (1952) - Éva Szörényi (1952) - Margit Dajka (1952) - Miklós Gábor (1953) - Hanna Honthy (1953) - Ferenc Bessenyei (1953, 1955) - Andor Ajtay (1954) - Jenő Barcsay (1954) - Gyula Gózon (1954) - Péter Kuczka (1954) - Lajos Bárdos (1955) - Zoltán Fábri (1955) - Albert Fonó (1956) - Gyula Kaesz (1956) - László Ranódy (1956) - Jenő Ádám (1957) - Miklós Borsos (1957) - Manyi Kiss (1957) - László Németh (1957) - Mária Sulyok (1957) - László Fejes Tóth (1957) - Mór Korach (1958) - Tátrai Quartet (1958) - Éva Ruttkai (1960) - Leo Weiner (1960) - Iván Berend (1961) - Tibor Czibere (1962) - István Vas (1962, 1985) - Ákos Császár (1963) - Robert Ilosfalvy (1965) - Pál Lukács (1965) - László Nagy (1966) - Imre Sinkovits (1966) - Sándor Szokolay (1966) - Irén Psota (1966 and 2007) - Erzsébet Házy (1970) - Péter Komlós (1970) | - György Kurtág (1973) - Líviusz Gyulai (1973) - Miklós Jancsó (1973) - Ferenc Sánta (1973) - Mari Törőcsik (1973, 1999) - Miklós Erdélyi (1975) - Iván Darvas (1978) - Erzsébet Galgóczi (1978) - Sándor Sára (1978, 2018) - Dezső Ránki (1978, 2008) - János Pilinszky (1980) - László Márkus (1983) - Géza Ottlik (1985) - András Szőllősy (1985) - Dezső Garas (1988) - Iván Mándy (1988) - Miklós Szentkuthy (1988) - Sandor Marai (1989) - György Cserhalmi (1990) - Sándor Csoóri (1990) - Ernő Dohnányi (1990) - Ferenc Farkas (1991) - István Gaál (1991) - Sándor Szabó (1991) - Péter Nádas (1992) - István Ágh (1992) - Sándor Kányádi (1993) - Sándor Reisenbüchler (1993) - Ferenc Ban (1994) - György Faludy (1994) - Tamás Lossonczy (1994) - Adrienne Jancsó (1995) - Péter Esterházy (1996) - József Király (1996) - György Petri (1996) - András Schiff (1996) - Bartók String Quartet (1997) - Péter Gothár (1997) - Jenő Jandó (1997) - Imre Kertész (1997) - Ferenc Zenthe (1997) - Éva Marton (1997) - Géza Hofi (1998) - Györgyi Szakács (1998) - Dezső Tandori (1998) - József Gregor (1999) - János Kass (1999) - Márta Sebestyén (1999) - Károly Eperjes (1999) - Péter Korniss (1999) - József Soproni (1999) - Lívia Gyarmathy (2000) - Miklós Kocsár (2000) - Gáspár Nagy (2000) - Géza Böszörményi (2000) - János Bródy (2000) - Enikő Eszenyi (2001) - Zoltán Jeney (2001) - Margit Bara (2002) - Péter Eötvös (2002) - El Kazovsky (2002) - Aladár Pege (2002) - András Bálint (2003) - Ádám Bodor (2003) | - Éva Janikovszky (2003) - György Ligeti (2003) - László Marton (2003) - Béla Tarr (2003) - Amadinda Percussion Group (2004) - Gergely Bogányi (2004) - Líviusz Gyulai (2004) - László Krasznahorkai (2004) - Andrea Rost (2004) - Gyula Bodrogi (2005) - Zoltán Kocsis (2005) - György Szomjas (2005) - Pál Závada (2005) - Eszter Csákányi (2006) - Iván Fischer (2006) - János Herskó (2006) - Miklós Jancsó (2006) - János Kulka (2006) - György Spiró (2006) - Erzsébet Szőnyi (2006) - Zorán Sztevanovity (2006) - Nelly Vágó (2006) - László Gálffi (2007) - Gábor Görgey (2007) - András Kern (2007) - Ferenc Kósa (2007) - András Ligeti (2007) - Miklós Perényi (2007) - Ernő Rubik (2007) - Judit Elek (2008) - János Fajó (2008) - Ádám Fischer (2008) - Zsuzsa Koncz (2008) - Péter Kovács (2008) - Dezső Ránki (2008) - Mihály Balázs (2009) - Gábor Máté (2009) - László Rajk (2009) - Pál Sándor (2009) - Gyula Maár (2010) - Ferenc Rados (2010) - László Vidovszky (2010) - Agota Kristof (2011) - István Nemeskürty (2011) - István Orosz (2011) - Judit Reigl (2011) - Ferenc Rofusz (2011) - György Szabados (2011) - Ákos Kovács (2012) - Éva Schubert (2013) - Zoltán Gera (2013) - Vera Pap (2013) - Omega (2013) - Kati Kovács (2014) - Atilla Kiss B. (2014) - Fecó Balázs (2016) - László Nemes (2016) - Ildikó Komlósi (2016) - Géza Röhrig (2016) - Sylvia Sass (2017) - László Tahi Tóth (2017) - Károly Frenreisz (2017) - Cecília Esztergályos (2018) - Teri Tordai (2018) |